# Drew Gooden
Andrew Melvin Gooden, detto Drew (Oakland, 24 ottobre 1981), è un ex cestista statunitense con cittadinanza finlandese.

## Carriera
È stato selezionato dai Memphis Grizzlies al primo giro del Draft NBA 2002 (4ª scelta assoluta).

## Statistiche

### College
| Anno      | Squadra         | PG | PT | MP   | TC%  | 3P%  | TL%  | RP   | AP  | PRP | SP  | PP   |
| --------- | --------------- | -- | -- | ---- | ---- | ---- | ---- | ---- | --- | --- | --- | ---- |
| 1999-2000 | Kansas Jayhawks | 33 | 8  | 20,8 | 45,1 | 31,3 | 65,9 | 7,5  | 1,1 | 0,7 | 0,8 | 10,6 |
| 2000-2001 | Kansas Jayhawks | 28 | 20 | 27,2 | 51,6 | 40,0 | 64,8 | 8,4  | 1,7 | 0,5 | 1,0 | 15,8 |
| 2001-2002 | Kansas Jayhawks | 37 | 36 | 30,2 | 50,4 | 27,8 | 75,5 | 11,4 | 2,0 | 1,8 | 1,4 | 19,8 |
| Carriera  | Carriera        | 98 | 64 | 26,2 | 49,3 | 30,6 | 69,8 | 9,2  | 1,6 | 1,1 | 1,1 | 15,6 |

### NBA

#### Regular Season
| Anno      | Squadra             | PG  | PT  | MP   | TC%  | 3P%  | TL%  | RP   | AP  | PRP | SP  | PP   |
| --------- | ------------------- | --- | --- | ---- | ---- | ---- | ---- | ---- | --- | --- | --- | ---- |
| 2002-2003 | Memphis Grizzlies   | 51  | 29  | 26,1 | 44,3 | 30,4 | 69,7 | 5,8  | 1,2 | 0,7 | 0,4 | 12,1 |
| 2002-2003 | Orlando Magic       | 19  | 18  | 28,6 | 49,8 | 0,0  | 73,8 | 8,4  | 1,1 | 0,8 | 0,7 | 13,6 |
| 2003-2004 | Orlando Magic       | 79  | 17  | 27,0 | 44,5 | 21,4 | 63,7 | 6,5  | 1,1 | 0,8 | 0,9 | 11,6 |
| 2004-2005 | Cleveland Cavaliers | 82  | 80  | 30,8 | 49,2 | 17,9 | 81,0 | 9,2  | 1,6 | 0,9 | 0,9 | 14,4 |
| 2005-2006 | Cleveland Cavaliers | 79  | 79  | 27,5 | 51,2 | 33,3 | 68,2 | 8,4  | 0,7 | 0,7 | 0,6 | 10,7 |
| 2006-2007 | Cleveland Cavaliers | 80  | 80  | 28,0 | 47,3 | 16,7 | 71,4 | 8,5  | 1,1 | 0,9 | 0,4 | 11,1 |
| 2007-2008 | Cleveland Cavaliers | 51  | 51  | 30,7 | 44,4 | 0,0  | 72,8 | 8,3  | 1,0 | 0,7 | 0,6 | 11,3 |
| 2007-2008 | Chicago Bulls       | 18  | 14  | 31,0 | 46,1 | 0,0  | 81,3 | 9,3  | 1,7 | 0,7 | 1,3 | 14,0 |
| 2008-2009 | Chicago Bulls       | 31  | 27  | 29,6 | 45,7 | 0,0  | 86,6 | 8,6  | 1,4 | 0,8 | 0,5 | 13,1 |
| 2008-2009 | Sacramento Kings    | 1   | 0   | 26,0 | 55,6 | -    | 100  | 13,0 | 2,0 | 0,0 | 0,0 | 12,0 |
| 2008-2009 | San Antonio Spurs   | 19  | 1   | 16,8 | 49,0 | 0,0  | 78,9 | 4,4  | 0,2 | 0,2 | 0,2 | 9,8  |
| 2009-2010 | Dallas Mavericks    | 46  | 11  | 22,4 | 46,7 | 16,7 | 80,9 | 6,9  | 0,6 | 0,6 | 1,1 | 8,9  |
| 2009-2010 | L.A. Clippers       | 24  | 22  | 30,2 | 49,2 | 0,0  | 92,1 | 9,4  | 0,9 | 0,6 | 0,3 | 14,8 |
| 2010-2011 | Milwaukee Bucks     | 35  | 18  | 24,6 | 43,1 | 15,0 | 79,4 | 6,8  | 1,3 | 0,6 | 0,5 | 11,3 |
| 2011-2012 | Milwaukee Bucks     | 56  | 46  | 26,2 | 43,7 | 29,1 | 84,6 | 6,5  | 2,6 | 0,8 | 0,6 | 13,7 |
| 2012-2013 | Milwaukee Bucks     | 16  | 0   | 9,4  | 32,8 | 20,0 | 68,8 | 1,9  | 0,4 | 0,3 | 0,4 | 3,3  |
| 2013-2014 | Wash. Wizards       | 22  | 0   | 18,0 | 53,1 | 41,2 | 88,9 | 5,2  | 0,7 | 0,5 | 0,3 | 8,3  |
| 2014-2015 | Wash. Wizards       | 51  | 7   | 16,9 | 39,9 | 39,0 | 77,3 | 4,4  | 1,0 | 0,4 | 0,2 | 5,4  |
| 2015-2016 | Wash. Wizards       | 30  | 0   | 10,2 | 32,0 | 17,1 | 64,3 | 2,8  | 0,4 | 0,3 | 0,4 | 2,7  |
| Carriera  | Carriera            | 790 | 500 | 25,5 | 46,2 | 25,7 | 76,0 | 7,1  | 1,1 | 0,7 | 0,6 | 11,0 |

#### Playoffs
| Anno     | Squadra             | PG | PT | MP   | TC%  | 3P%  | TL%  | RP   | AP  | PRP | SP  | PP   |
| -------- | ------------------- | -- | -- | ---- | ---- | ---- | ---- | ---- | --- | --- | --- | ---- |
| 2003     | Orlando Magic       | 7  | 7  | 33,4 | 40,0 | 0,0  | 72,2 | 12,7 | 0,6 | 0,4 | 0,9 | 14,0 |
| 2006     | Cleveland Cavaliers | 13 | 13 | 21,7 | 52,9 | -    | 94,4 | 7,5  | 0,6 | 0,2 | 0,2 | 8,2  |
| 2007     | Cleveland Cavaliers | 20 | 20 | 30,3 | 49,3 | 0,0  | 76,9 | 8,0  | 1,0 | 0,5 | 0,5 | 11,4 |
| 2009     | San Antonio Spurs   | 4  | 0  | 17,8 | 33,3 | 0,0  | 100  | 3,8  | 0,3 | 0,3 | 0,3 | 7,3  |
| 2014     | Wash. Wizards       | 10 | 0  | 14,6 | 36,8 | 0,0  | 75,0 | 4,2  | 0,4 | 0,3 | 0,4 | 3,4  |
| 2015     | Wash. Wizards       | 10 | 0  | 17,8 | 37,7 | 46,2 | 76,9 | 5,5  | 0,8 | 0,2 | 1,0 | 6,8  |
| Carriera | Carriera            | 64 | 40 | 23,7 | 44,9 | 32,4 | 79,3 | 7,2  | 0,7 | 0,3 | 0,5 | 8,8  |

## Palmarès
- NCAA AP All-America First Team (2002)
- NBA All-Rookie First Team (2003)